# Strömsnäsbruks samrealskola
Strömsnäsbruks samrealskola var en realskola i Strömsnäsbruk verksam från 1924 till 1968. 

## Historia
Skolan inrättades 1920 som högre folkskola, vilken 1 juli 1924 ombildades till en kommunal mellanskola. Denna ombildades från 1944 successivt till Strömsnäsbruks samrealskola.
Realexamen gavs från 1924 till 1968.